# Коджорі
Коджорі (груз. კოჯორი) — містечко (даба) в Район Мтацмінда, Тбілісі, Грузія.
Населення на 2014 рік — 1232 особи.